# Daniel Gómez López
 Daniel Gómez López (La Unión, 15 juni 1992), voetbalnaam Dani, is een Spaans voormalig profvoetballer.  Hij was een aanvaller.
Dani kende zijn jeugdopleiding bij FC Cartagena. Tijdens het seizoen 2009-2010 zou hij zijn intrede doen bij de toenmalige B-ploeg van de havenstad,  FC Cartagena-La Unión. Deze ploeg was een van de toonaangevende ploegen uit de Tercera División.
Tijdens de voorbereidende fase van het seizoen 2010-2011 trainde hij mee met het eerste elftal, maar werd op het begin van het seizoen ingedeeld bij de B-ploeg. Op 15 januari 2011 maakt hij zijn intrede in de Segunda División A bij de eerste ploeg tijdens de met 3-1 verloren uitwedstrijd tegen de latere promovendus Rayo Vallecano. Later in het seizoen zou hij nog een tweede kans krijgen.
Tijdens de voorbereidende fase van het seizoen 2011-2012 trainde hij opnieuw mee met het eerste elftal. Om hem meer speelgerechtigheid te bieden werd hij tijdens het seizoen 2011-2012 uitgeleend  aan Orihuela CF, een ploeg uit de Segunda División B. Hij werd een van de spelbepalende figuren die de eindronde kon afdwingen. De ploeg werd echter uitgeschakeld door Albacete Balompié in de eerste ronde.
Zijn prestaties gingen niet ongemerkt voorbij en einde mei 2012 dacht men dat hij voor het seizoen 2012-2013 zou terugkeren naar FC Cartagena, dat net gedegradeerd was naar de Segunda División B. Maar midden juni zegden speler en ploeg hun contract op en einde juni bleek dat hij voor drie seizoenen getekend had voor de Madrileense club Getafe CF B, een ploeg uit de Segunda División B. Deze leende hem echter vanaf januari 2013 uit aan reeksgenoot Real Zaragoza B.
Vanaf seizoen 2013-2014 verhuisde hij naar een andere ploeg uit de Segunda División B, Coruxo FC. Na de winterstop stapte hij echter over naar reeksgenoot Olímpic de Xàtiva. Toen bij het begin van de winterstop deze ploeg in de onderste regionen van het klassement bevond, verhuisde Dani naar Yeclano Deportivo, een ambitieuze ploeg uit de Tercera División.
De heenronde van het seizoen 2017-2018 zou hij nog afwerken bij UE Figueres om begin 2018 zijn voetbalschoenen definitief aan de wilgen te hangen.